# Cirsium andrewsii
Cirsium andrewsii es una especie fanerógama perteneciente a la familia de las asteráceas.  Es endémica de California. 

## Descripción
Este cardo es bienal a perenne, con un tallo erecto, y hojas que pueden alcanzar los dos metros de altura. Está muy ramificado, denso y carnoso grumoso, y  con fibras como telarañas, especialmente cuando es nuevo. Las hojas son lanosas o de telarañas, con espinas en los bordes, y a veces carecen de lóbulos o cortes profundos. Nacen en pecíolos alados, con márgenes espinosos, algunas espinas que excedan de un centímetro de largo. La inflorescencia produce una o más cabezas de flores, cada una de hasta 3 centímetros de largo por 5 de ancho, tenue con fibras de telarañas, y se alinean con  brácteas muy espinosas. La cabeza de la flor es de color morado oscuro, las flores de color rosa de 2,5 centímetros de longitud. El fruto es un aquenio con un cuerpo de color marrón oscuro con alrededor de medio centímetro de largo y un mechón de aproximadamente 1,5 centímetros de largo.

## Distribución y hábitat
Se encuentra en California, donde se le conoce sólo en la línea de costa de la Bahía de San Francisco en los condados de Marín y de San Mateo. Crece en hábitats costeros, tales como acantilados marinos y cañones, y en ocasiones se encuentra en suelos de serpentina. 

## Taxonomía
Cirsium andrewsii fue descrita por (A.Gray) Petr. y publicado en A Flora of Western Middle California 506. 1901.
Etimología
Cirsium: nombre genérico que deriva de la palabra griega: kirsos = varices;  de esta raíz deriva el nombre kirsion, una palabra que parece servir para identificar una planta que se utiliza para el tratamiento de este tipo de enfermedad. De kirsion, en los tiempos modernos, el botánico francés Tournefort (1656 - 708) ha derivado el nombre Cirsium del género.
andrewsii: epíteto otorgado en honor del naturista Timothy Langdon Andrews (1819-1908)
Sinonimia
- Carduus amplifolius (Greene) Greene
- Carduus andrewsii (A.Gray) Greene
- Cirsium amplifolium (Greene) Petr.
- Cirsium andrewsii (A.Gray) Petr.
- Cnicus amplifolius Greene
- Cnicus andrewsii A.Gray[3]